# Charles Wiggin
Anthony Charles David Wiggin (* 8. Januar 1950 in Hampstead) ist ein ehemaliger britischer Ruderer, der 1980 eine olympische Bronzemedaille im Zweier ohne Steuermann gewann.

## Karriere
Charles Wiggin nahm 1977 in Amsterdam erstmals an Weltmeisterschaften teil. Zusammen mit Ivor Lloyd, Graeme Mulcahy und Malcolm Carmichael gewann er das B-Finale im Doppelvierer und belegte damit den siebten Platz in der Gesamtwertung. Im Jahr darauf waren Wiggin und Carmichael erneut Mitglieder des britischen Doppelvierers bei den Weltmeisterschaften, der aber zum B-Finale nicht antrat. 1979 wechselten Wiggin und Carmichael in den ungesteuerten Zweier. Bei den Weltmeisterschaften in Bled belegten sie den vierten Platz hinter den Brüdern Jörg und Bernd Landvoigt aus der DDR, den Brüdern Juri und Nikolai Pimenow aus der Sowjetunion sowie Hans-Konrad Trümpler und Stefan Netzle aus der Schweiz. Die Briten wiesen dabei im Ziel fünfeinhalb Sekunden Rückstand auf die Schweizer auf. Wiggins und Carmichael hatten 1979 als Mitglieder des Leander Club bereits bei der Henley Royal Regatta den Wettbewerb im Zweier gewonnen, den Silver Goblets & Nickalls’ Challenge Cup.
Bei der olympischen Ruderregatta 1980 in Moskau waren die Brüder Landvoigt und Pimenow am Start, während die beiden Schweizer Ruderer in den Vierer ohne Steuermann gewechselt waren. Wiggin und Carmichael waren im Vorlauf Zweite hinter dem Boot aus der Sowjetunion und im Halbfinale Zweite hinter dem Boot aus der DDR. Im Endlauf siegte die Brüder Landvoigt aus der DDR mit zweieinhalb Sekunden Vorsprung auf die Brüder Pimenow aus der Sowjetunion. Eine Sekunde dahinter erkämpften Wiggin und Carmichael die Bronzemedaille mit zwei Sekunden Vorsprung auf die viertplatzierten Rumänen Constantin Postoiu und Valer Toma.